# Afroeurydemus basilewskyi
Afroeurydemus basilewskyi é uma espécie de besouro das folhas da República Democrática do Congo, descrita por Brian J. Selman em 1972 .